# Иван Булкин
Иван Антонович Булкин (рус. Иван Антонович Булкин; Товтруд, 20. јун 1920 — Бела Црква, 16. септембар 1974), потпуковник авијације СССР и народни херој Југославије.

## Биографија
Рођен је 20. јуна 1920. године у селу Товтруд, у Украјини. Потиче из сељачке породице. Пошто је 1936. године завршио средњу школу, уписао се у Вишу педагошку школу, а када ју је завршио, био је, 1939. године, учитељ у сеоској школи. 
Године 1940. регрутован је у Црвену армију и послат у Ратно-ваздухопловну школу, коју је завршио 1942. године. Од 1942. године лајтнант, а касније обер-лајтнант, Булкин се стално налазио на фронту као навигатор у јединицама авијације далеког домета, које су бомбардовале непријатељске концентрације трупа и технике, железничке чворове итд.
Почетком 1944. године, ваздухопловни корпус далеког домета, у којем је служио Булкин, добио је задатак од совјетске владе да снабдева Народноослободилачку војску Југославије оружјем, муницијом, средствима за везу, лековима и другом опремом. Ускоро су почели ноћни летови у Југославију. Три ратна друга, који су чинили посаду авиона: командант авиона — капетан Александар Манагадзе, навигатор — лајтнант Иван Булкин, и стрелац — радио-телеграфист водник Петар Болтарчук, из ноћи у ноћ, полетали су с аеродрома на тек ослобођеној територији Украјине на југозапад. 
У тим летовима, од Булкина је тражена изузетно велика вештина. Требало је довести авион тачно на циљ, далеко у брдима Југославије, а навигатор Булкин је сатима осматрао ноћном тмином прекривену земљу, тражећи на њој једва видљиве оријентире. Посада авиона, у којој је служио Булкин, летела је у разне крајеве Југославије, и сваки пут допремала југословенским партизанима од 1,5 до 2 тоне терета. Посада је све задатке успешно извршила. 
Истичући велики допринос совјетских пилота у давању помоћи Народноослободилачкој војсци Југославије, Председништво АВНОЈ-а је, указом од 21. јуна 1945. године, одликовало навигатора обер-лајтнанта Ивана Антоновича Булкина Орденом народног хероја Југославије. 
После рата, Булкин је остао у ратном ваздухопловству. Као потпуковник авијације, пребачен је у резерву 1960. године. Последње године живота Булкин је провео у украјинском граду Бела Црква, чији су га становници шест пута бирали за депутата Градског совјета. 
Као члан делегације Совјетског комитета ратних ветерана, Иван Антонович Булкин је, 1961. године, посетио Југославију. 
Преминуо је 16. септембра 1974. године, и сахрањен на гробљу у Белој Цркви (Украјина).